# Сирсборо (Ајова)
Сирсборо (енгл. Searsboro) град је у америчкој савезној држави Ајова. По попису становништва из 2010. у њему је живело 148 становника.

## Демографија
Према попису становништва из 2010. у граду је живело 148 становника, што је -7 (-4.5%) становника више него 2000. године.
| Група             | 2000.       | 2010.       |
| Белци             | 154 (99,4%) | 147 (99,3%) |
| Афроамериканци    | 0 (0,0%)    | 0 (0,0%)    |
| Азијати           | 0 (0,0%)    | 0 (0,0%)    |
| Хиспаноамериканци | 0 (0,0%)    | 0 (0,0%)    |
| Укупно            | 155         | 148         |